# ليلى 2 (مسلسل)
ليلى مسلسل ومتكون من ثلاث اجزاء الجزء الأول عرض في 22 أغسطس 2009 - 1 رمضان 1430 هـ والجزء الثاني عرض في 11 أغسطس 2010 - 1 رمضان 1431 هـ والجزء الثالث عرض في 1 أغسطس 2011 - 1 رمضان 1432 هـ ، وهو عبارة عن قصة رومانسية خليجية تم تصويره في الإمارات العربية المتحدة وهو من إخراج عامر الحمود وكتابة د.ليلى عبد العزيزالهلالي ومن بطولة نخبة من النجو الخليجيين يتقدمهم هيفاء حسين في دور ليلى وإبراهيم الزدجالي في دور بدر والعديد من النجوم الاخرين منهم : آلاء شاكر ونجوى وملاك ومحمد ياسين ولطيفة المجرن وشفيقة يوسف وغيرهم تم عرضه طيلة شهر رمضان وتدور احداثه ضمن 30 حلقة وهو من إنتاج تلفزيون أبوظبي.

## طاقم العمل
| الممثلين         | الشخصية  |
| ---------------- | -------- |
| هيفاء حسين       | ليلى     |
| إبراهيم الزدجالي | بدر      |
| لطيفة المجرن     | أم ليلى  |
| صباح الجزائري    | أم سلام  |
| محمد ياسين       | أبو ليلى |
| ملاك             | جواهر    |
| نجوى             | دينا     |
| آلاء شاكر        | ندى      |
| شفيقة يوسف       | ام وليد  |
| ديانا رحمة       | جنات     |
| أحمد رمضان السيد |          |
| صادق الشعباني    |          |
| خالد العيسى      |          |
| نور برهم         | غاليه    |